# Angleška Wikipedija
Angleška Wikipedija (angleško English Wikipedia) je različica spletne enciklopedije Wikipedije v angleškem jeziku. Z več kot šest milijoni enciklopedičnih vnosov (gesel) je daleč največja enciklopedija v zgodovini človeštva, ki jo hkrati soustvarja več kot stotisoč prostovoljnih urejevalcev z vsega sveta s pomočjo programske opreme Wiki.
Kot vodilni projekt pod okriljem Fundacije Wikimedia je skozi vso svojo zgodovino pomemben za postavljanje smernic in drugih standardov delovanja množične skupnosti soustvarjalcev v drugih jezikovnih različicah. V splošni rabi je včasih sinonim za projekt Wikipedije kot celote, ki zdaj nastaja v več kot 300 jezikih.
Je prva in največja različica Wikipedije, ki sta jo 15. januarja 2001 zagnala ustanovitelja Jimmy Wales in Larry Sanger kot poskus izdelave vsakomur odprte spletne enciklopedije po tistem, ko njun prejšnji poskus – po bolj tradicionalni poti grajena Nupedia – ni izpolnil pričakovanj. Pristop se je izkazal za presenetljivo uspešnega in pet let kasneje je angleška Wikipedija zabeležila milijonti članek, 14 let kasneje pa petmilijontega. Že nekaj mesecev po ustanovitvi so ji sledile prve različice v drugih jezikih in nekoliko kasneje sorodni projekti.
Kot ena najvplivnejših spletnih strani na svetu je predmet številnih akademskih raziskav, kritik in kontroverznosti, zlasti glede zanesljivosti vsebine, katere točnost zagotavlja le udeležba množice bolj ali manj anonimnih urejevalcev, brez centraliziranega uredniškega nadzora (po načelu modrosti množic), pa tudi bolj praktičnih vprašanj, kot je izbor različice angleškega jezika. Po drugi strani so v odmevni študiji, objavljeni leta 2005 v znanstveni reviji Nature, raziskovalci ugotavljali, da se po točnosti (merjeno z deležem hujših napak v besedilih) kosa z Enciklopedijo Britannico, zlatim standardom za enciklopedična dela v angleško govorečem svetu.